# Pardal del Cap
El pardal del Cap (Passer melanurus) és un ocell de la família dels passèrids (Passeridae).

## Hàbitat i distribució
Habita zones humanitzades del sud-oest d'Angola, Namíbia, Botswana, sud-oest de Zimbàbue i Sud-àfrica.